# Jürgen Patocka
Jürgen Patocka (ur. 30 lipca 1977 w Wiedniu) – piłkarz austriacki grający na pozycji środkowego obrońcy.

## Kariera klubowa
Karierę piłkarską Patocka rozpoczął w klubie SC Untersiebenbrunn. W jego barwach występował w rozgrywkach Regionalligi, a w 1999 roku awansował z nim do drugiej ligi, dzięki wygraniu barażu z zespołem SC Spittal/Drau. Jürgen został jednak na trzecim froncie i przeszedł do zespołu Florisdorfer AC, w którym grał do końca 2000 roku w Regionallidze.
Na początku 2001 Patocka zmienił barwy klubowe i został piłkarzem drugoligowej Austrii Lustenau. Tam był jej czołowym obrońcą, a w 2002 roku był bliski awansu do pierwszej ligi, jednak Austria zakończyła sezon o 2 punkty za pierwszym SV Pasching. W 2003 roku zajął z Austrią 3. miejsce, a w 2004 – ponownie 2.
Latem 2004 Patocka w końcu trafił do ekstraklasy Austrii, gdy przeszedł na zasadzie wolnego transferu do SV Mattersburg. W lidze zadebiutował 14 lipca w przegranym 1:3 wyjazdowym spotkaniu ze Sturmem Graz. W Mattersburgu był podstawowym zawodnikiem, a na koniec sezonu 2006/2007 zajął z nim 3. miejsce, najwyższe w historii klubu.
Latem 2007 po zakończeniu kontraktu z Mattersburgiem Jürgen odszedł za darmo do Rapidu Wiedeń. W barwach wiedeńskiego klubu w lidze po raz pierwszy wystąpił 11 lipca w wygranym 3:1 domowym meczu z Wacker Innsbruck. W 31. minucie zdobył gola na 1:1. Wystąpił z Rapidem w Pucharze Intertoto, a następnie w Pucharze UEFA. Na koniec sezonu Rapid o 5 punktów wyprzedził Red Bull Salzburg i został mistrzem Austrii. W 2012 roku wrócił do Austrii Lustenau, w której zakończył karierę.
| Sezon   | Klub                | Kraj    | Rozgrywki    | Mecze | Bramki |
| ------- | ------------------- | ------- | ------------ | ----- | ------ |
| 1997/98 | SC Untersiebenbrunn | Austria | Regionalliga | ?     | ?      |
| 1998/99 | SC Untersiebenbrunn | Austria | Regionalliga | ?     | ?      |
| 1999/00 | Florisdorfer AC     | Austria | Regionalliga | ?     | ?      |
| 2000/01 | Florisdorfer AC     | Austria | Regionalliga | 20    | 0      |
| 2000/01 | Austria Lustenau    | Austria | Erste Liga   | 12    | 1      |
| 2001/02 | Austria Lustenau    | Austria | Erste Liga   | 33    | 6      |
| 2002/03 | Austria Lustenau    | Austria | Erste Liga   | 14    | 1      |
| 2003/04 | Austria Lustenau    | Austria | Erste Liga   | 33    | 4      |
| 2004/05 | SV Mattersburg      | Austria | Bundesliga   | 26    | 1      |
| 2005/06 | SV Mattersburg      | Austria | Bundesliga   | 33    | 3      |
| 2006/07 | SV Mattersburg      | Austria | Bundesliga   | 31    | 2      |
| 2007/08 | Rapid Wiedeń        | Austria | Bundesliga   | 35    | 2      |
| 2008/09 | Rapid Wiedeń        | Austria | Bundesliga   | 32    | 1      |
| 2009/10 | Rapid Wiedeń        | Austria | Bundesliga   | 22    | 1      |
| 2010/11 | Rapid Wiedeń        | Austria | Bundesliga   | 16    | 2      |
| 2011/12 | Rapid Wiedeń        | Austria | Bundesliga   | 6     | 1      |
| 2012/13 | Austria Lustenau    | Austria | Erste Liga   | 34    | 0      |
| 2013/14 | Austria Lustenau    | Austria | Erste Liga   | 18    | 0      |

## Kariera reprezentacyjna
W reprezentacji Austrii Patocka zadebiutował 30 maja 2007 roku w przegranym 0:1 towarzyskim meczu ze Szkocją. W 2008 roku został powołany przez selekcjonera Josefa Hickersbergera do kadry na Mistrzostwa Europy 2008. W kadrze narodowej rozegrał 5 meczów.